# Ranunculus tanguticus
Ranunculus tanguticus là một loài thực vật có hoa trong họ Mao lương. Loài này được (Finet & Gagnep.) K.S. Hao miêu tả khoa học đầu tiên năm 1938.